# Asma Mustafa
Asma Mustafa (en árabe: أسماء مصطفى‎) es una educadora y activista palestina. En 2020, ganó el Global Teacher Awardy el Premio Maestro Creativo de Palestina en 2022.

## Trayectoria
En 2008, obtuvo su graduación en el Departamento de lengua inglesa de la Universidad Islámica de Gaza.
Mustafa es conocida por el enfoque innovador de sus métodos de enseñanza. Implementó un enfoque que cambió el paradigma de la educación de otras lenguas utilizando ideas creativas para enseñar inglés a sus alumnos a través de juegos y viajes imaginarios alrededor del mundo. Todo esto lo realizó mientras vivía en un enclave bloqueado del Estado de Palestina y con acceso muy limitado al mundo exterior.
En la actualidad enseña inglés en la escuela intermedia para niñas Halima Al Saadia, en Gaza. Durante la pandemia de COVID-19, continuó su trabajo en la enseñanza de inglés a estudiantes. Fue declarada ganadora del Premio Maestro Creativo de Palestina para el año 2022. Durante ese período de la pandemia de COVID-19 se le ocurrió una solución creativa llamada "Teachers Behind Screens" una iniciativa con la intención de capacitar a los docentes virtualmente.
Fue declarada ganadora absoluta del Global Teacher Award en 2020 tras una dura competencia con otros profesores de todo el mundo. Durante la competencia por ese premio, Mustafa presentó a los jueces su proyecto sobre cómo utilizar recursos creativos en la enseñanza a los estudiantes. Es ampliamente reconocida por su notable trabajo al escribir libros como Los cuarenta y cinco juegos para enseñar inglés a hablantes no nativos y Viajes educativos alrededor del mundo para enseñar habilidades en el idioma inglés.
En 2024, fue desplazada a la zona de Al-Mawasi en Rafah debido a la guerra entre Israel y Palestina.